# Sōrin
Pour les articles homonymes, voir Sorin.
|                                                                                                |  |  |
| Les deux types d'amortissement de pagode (sōrin), en bronze (tahōtō) et en pierre (hōkyōintō). |  |  |

Le sōrin (相輪, litt. « anneaux alternés ») est l'arbre vertical (amortissement) au sommet d'une pagode japonaise, fait en pierre ou en bois. Le sōrin d'une pagode en bois est généralement en bronze et peut faire plus de 10 m de haut. Le sōrin est divisé en plusieurs sections possédant une signification symbolique et, dans son ensemble, représente lui-même une pagode.
Bien que typiquement bouddhistes, les pagodes au Japon ainsi que leurs sōrin peuvent se trouver aussi bien dans les temples bouddhistes que dans les sanctuaires shinto. Cela parce que jusqu'à l'ordonnance de séparation des kamis et des bouddhas de 1868, un sanctuaire shinto était également un temple bouddhiste et réciproquement. Itsukushima-jinja par exemple possède une pagode avec sōrin.

## Système de soutien

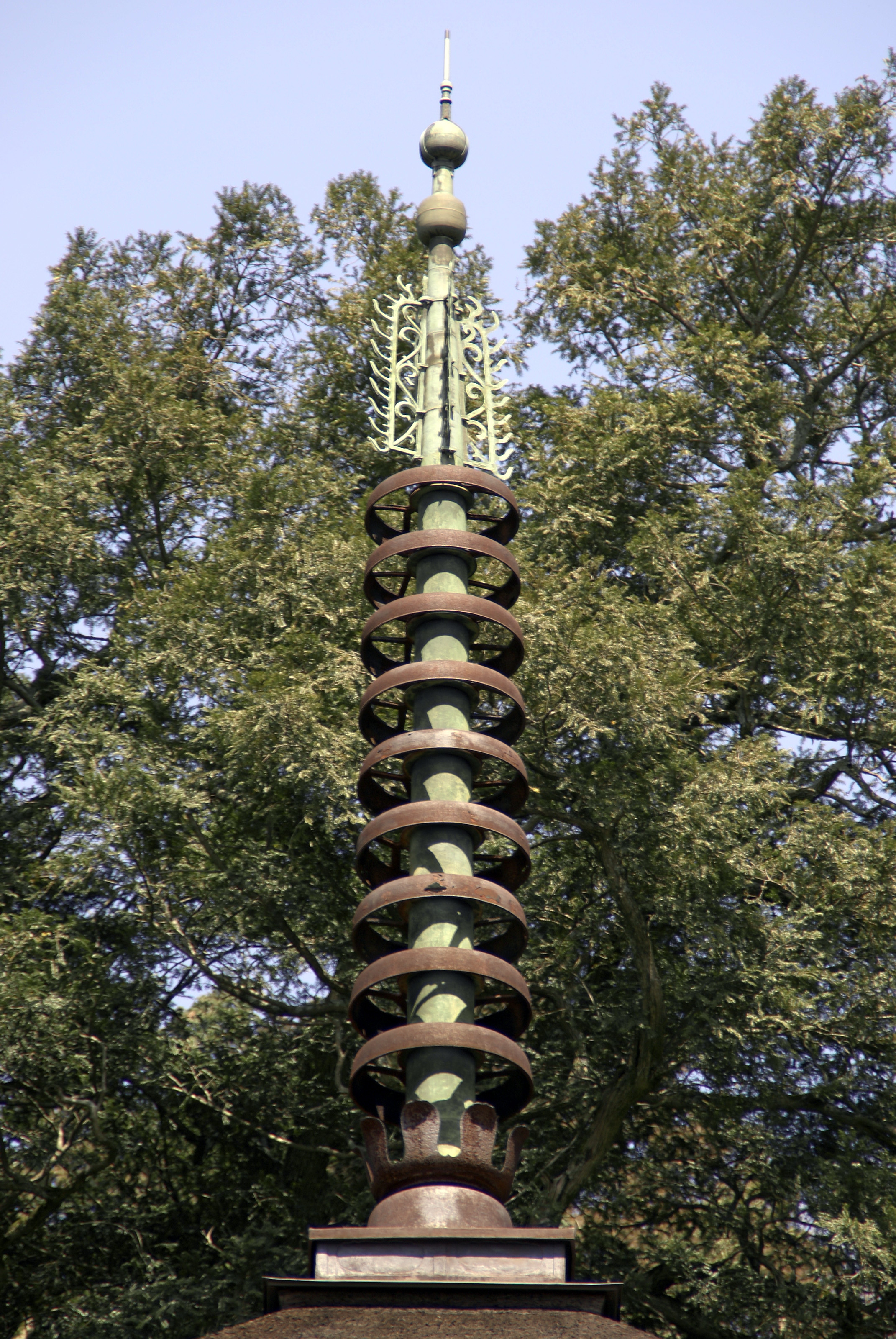
Sōrin du Rokujo hachiman-jinja de Kobe.

Le sōrin est supporté par une longue flèche — souvent obtenue par la réunion de deux ou même trois flèches plus petites — qui descend vers la base de l’édifice. Même si on croit souvent que le pilier au cœur d'une pagode japonaise est un dispositif pour le renforcer contre les séismes, son seul but est de soutenir le long et lourd sōrin de bronze. Dans de nombreux cas, la flèche centrale n'atteint pas le sol mais trouve sa base quelque part au-dessus du sol au sein de la pagode où elle est soutenue par une poutre ou d'autres moyens. À Nikkō Tōshō-gū (1818), par exemple, elle est suspendue par des chaînes du troisième étage. De sa base sort un long tenon qui, en pénétrant une mortaise dans une base en pierre (心礎, shinso), l'empêche d'osciller. Cette structure a été adoptée non pas comme une mesure contre les tremblements de terre, mais parce que, avec le vieillissement, le bois de la pagode, dont le grain est le plus souvent horizontal, tend à se rétrécir plus que celui de la flèche verticale, ce qui provoque l'ouverture d'un écart entre les deux au niveau du toit. La pluie peut pénétrer dans l’espace et entraîner un processus de pourrissement.
Dans d'autres cas, cela a été fait pour permettre l'ouverture d'une salle au rez-de-chaussée et ainsi créer un espace utilisable (les premières pagodes en bois n'avaient pas d'espace utilisable).

## Structure

### Pagodes en bois

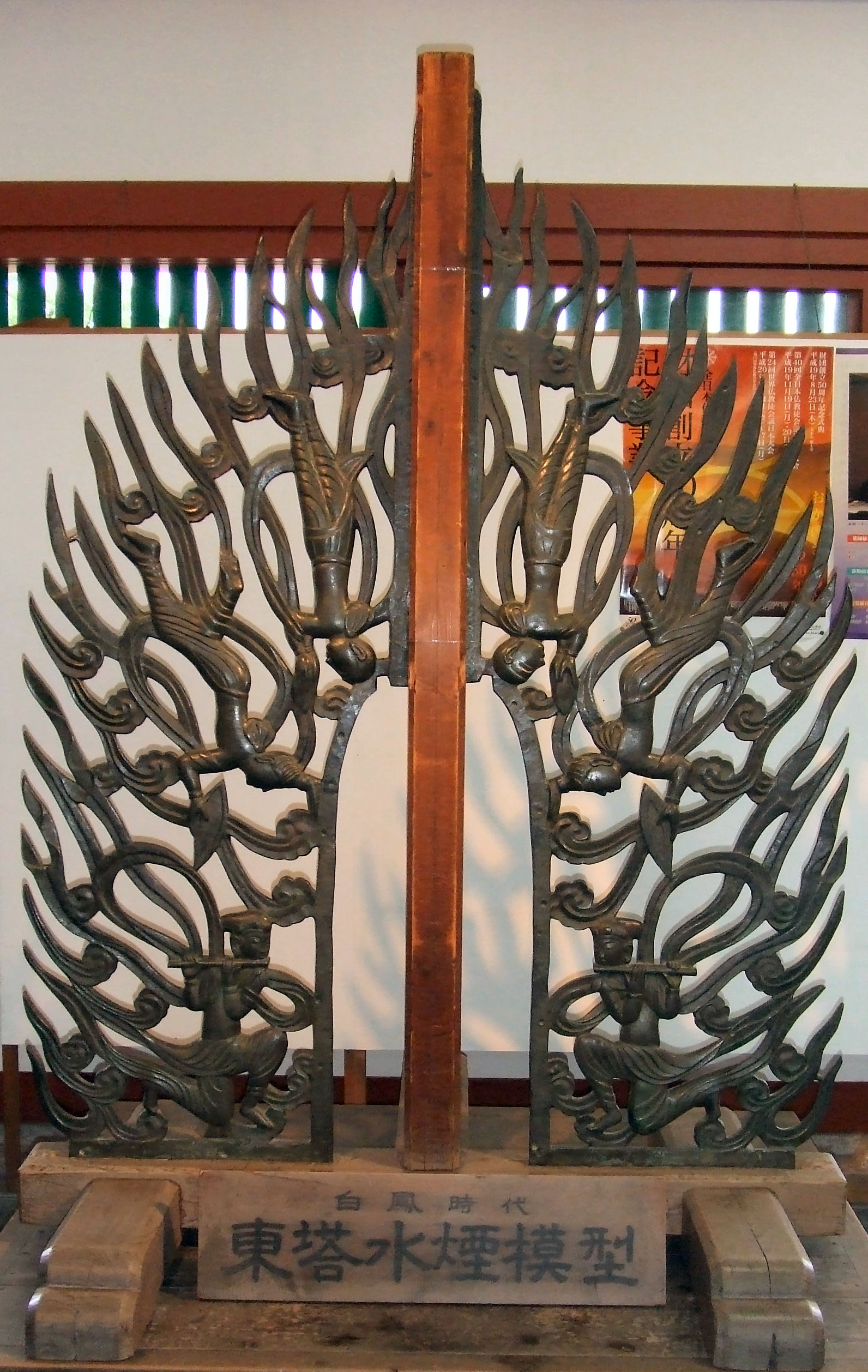
Reproduction du suien de la pagode est de Yakushi-ji.

Le sōrin d'une pagode en bois est généralement en bronze et divisé en plusieurs segments appelés (de haut en bas) :
- le joyau ou gemme (宝珠?, hōju ou hōshu), un objet sphérique ou en forme de larme, formes sacrées du bouddhisme. Supposé repousser le mal et accomplir les souhaits, il peut aussi se trouver sur le dessus des toits des temples en pyramide, des lanternes de pierres ou des grands poteaux. Il peut avoir des flammes, dans ce cas, il est appelé kaen hōju (火炎宝珠?, flamboyant bijou). Ceux réalisés avant l'époque Azuchi Momoyama ont tendance à être plus ronds ;
- le véhicule du dragon (竜車, ryūsha?), la pièce immédiatement en dessous du hōju ;
- la flamme d'eau (水煙, suien?, litt. « la fumée d'eau »), composée de quatre feuilles décoratives en métal posées à 90° les unes par rapport aux autres et installées sur le dessus de la colonne principale d'une pagode ;
- le fūtaku (風鐸?, litt.« cloche de vent »), clochettes fixée aux bords des anneaux du sōrin ou du suien[1] ;
- les neuf anneaux (九輪, kurin?), la partie la plus grande du sōrin. En dépit de leur nom, il peut parfois n'y en avoir que huit ou même sept ;
- l'ukebana (受花・請花?, litt. « fleur de réception »), un cercle de pétales de lotus retournés, généralement au nombre de huit. Il peut aussi y avoir un autre cercle de pétales dirigés vers le bas ;
- le bol inversé (伏鉢, fukubachi?), qui se trouve entre l'ukebana et le rōban ;
- le bassin de base ou de rosée (露盤, roban?, litt. « bol extérieur »), sur lequel repose l'ensemble du fleuron. Parce qu'il recouvre le dessus du toit afin de prévenir les fuites, il possède normalement autant de côtés que le toit lui-même (quatre, six ou huit).

### Pagodes en pierre
Les plus importantes pagodes en pierre disposant d'un fleuron sont les hōkyōintō. Habituellement faites en pierre et parfois en métal ou en bois, les hōkyōintō sont apparues dans leur forme actuelle durant l'époque de Kamakura. Comme les gorintō, elles sont divisées en cinq sections principales, dont le sōrin est la plus élevée. Ses composants sont, de haut en bas :
- hōju ;
- ukebana ;
- kurin ;
- ukebana ;
- rōban.

Le sōrin est posé sur le kasa (笠, parapluie) ou yane (屋根, toit), une pyramide à gradins avec quatre ailes aux coins appelée mimikazari (耳飾) ou sumikazari (隅飾).

## Sōrintō
Le sōrintō (相輪橖) est un type de petite pagode constitué simplement d'une perche et d'un sōrin.

## Galerie d'images

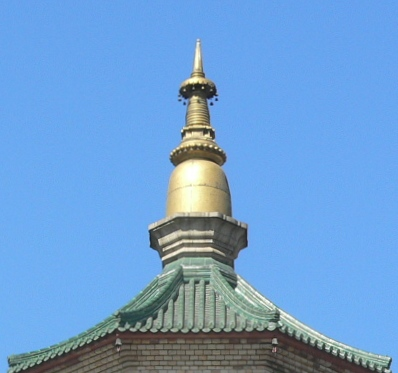
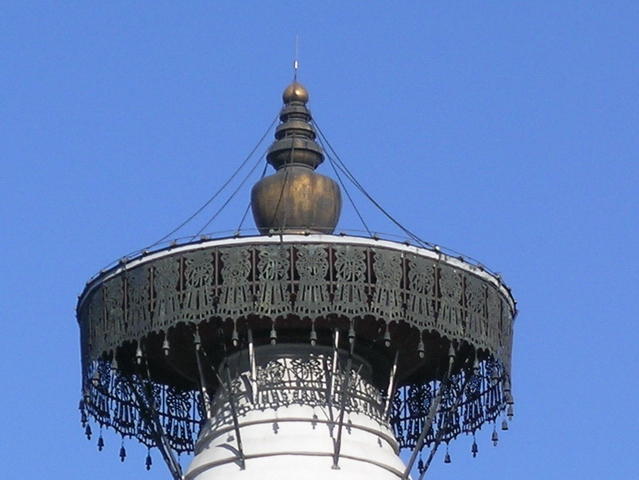